# Alonso de Madrid
Alonso de Madrid, né vers 1485, sans doute à Madrid (Espagne) et décédé en 1570, est un frère franciscain espagnol, actif durant la première moitié du XVIe siècle, dans la province franciscaine de Castille ou de Carthagène. Il a laissé un manuel ascétique, Arte para servir a Dios, qui passe pour un chef-d'œuvre du genre, d'ailleurs recommandé par sainte Thérèse d'Avila.

## Biographie
Alonso Ferandez a disparu derrière son œuvre : on ne sait presque rien à propos de son existence. Il serait né à Madrid entre 1480 et 1485, mais certains historiens le tiennent plutôt pour originaire de la province de Galice ou de celle de Burgos. Il a dû entrer au noviciat vers 1505, et être ordonné prêtre vers 1510. Même si certains prétendent qu'il serait entré dans l'Ordre au sein de la province de Saint-Jacques-de-Compostelle, on peut tenir pour assuré qu'il a passé la majeure partie de sa vie dans la province franciscaine de Castilla la Nueva. Il semble également hors de doute qu'il a résidé à Salamanque, où il fut le confesseur d'Ambrosio de Morales.  

## Spiritualité

### Œuvre majeure

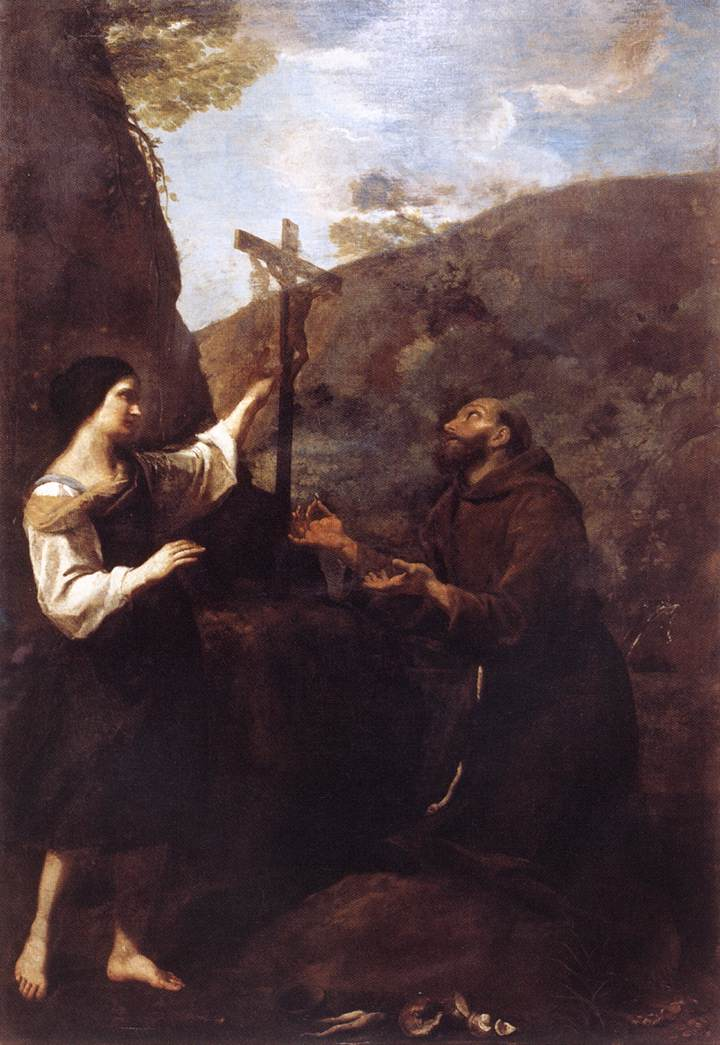
François d'Assise et Dame Pauvreté (par Andrea Sacchi)

Arte para servir a Dios est une œuvre brève, qui se compose de trois parties de longueurs égales, à la suite d'un prologue rappelant la nécessité de l'acquisition d'une technique pour maîtriser un art.
La première partie présente sept principes généraux, que l'auteur estime indispensables au règlement des actions humaines :
1. La sainteté parfaite consiste à se trouver avec Dieu d'un seul esprit et d'une seule volonté;
2. Le but à atteindre en cette vie est la réalisation de la volonté divine;
3. Des deux manières de servir Dieu préconisées par les saintes Écritures : observer ses préceptes et tout quitter pour suivre le Christ, la seconde est la meilleure, de sorte qu'il s'agira de rechercher en tout la volonté de Dieu, à travers une imitation constante de Jésus, c'est-à-dire de réaliser toute chose par l'amour, avec l'amour et pour l'amour de Notre Seigneur;
4. On est d'autant mieux disposé à servir Dieu que l'on a réparé les désordres causés par ses propres péchés;
5. La sainteté dépend essentiellement de l'intelligence et de la volonté, deux facultés de l'âme que Dieu seul peut mouvoir : la première guidant la seconde, il est nécessaire de se défaire des erreurs qui peuvent troubler ses opérations;
6. Avec la grâce de Dieu, la volonté est susceptible de tout atteindre dans le domaine de la sainteté;
7. Intelligence et volonté coopèrent à l'implantation des vertus et au déracinement des vices.

La deuxième partie passe à l'application de ces principes, en vue de réparer l'âme et de la rendre vertueuse. Les moyens à mettre en œuvre sont donc les suivants :
1. la contrition;
2. la haine de soi, car l'une et l'autre réparent les dégâts causés par le péché;
3. la recherche d'un appui plus solide, au sens où l'acquisition des vertus exige de s'exercer en se servant des quatre passions naturelles (joie, tristesse, espérance et crainte);
4. l'oraison;François d'Assise et la Passion du Christ (par Bernardo Strozzi)

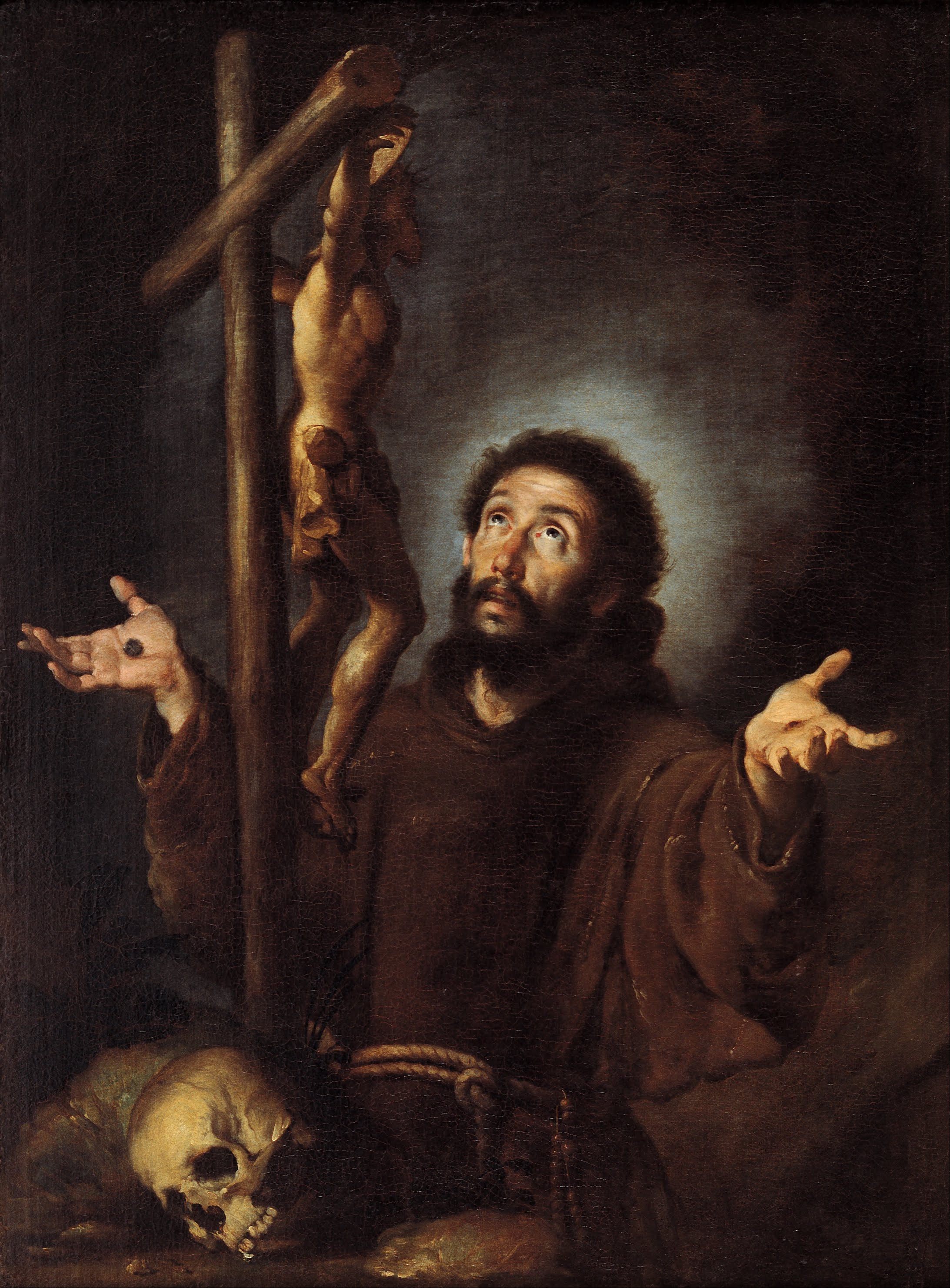
François d'Assise et la Passion du Christ (par Bernardo Strozzi)

5. la considération de la Passion du Christ, source de toutes les vertus;
6. l'acquisition de l'humilité (nécessité et moyens de l'acquérir);
7. le rejet de la vaine gloire;
8. la patience (comment l'acquérir et la conserver);
9. la maîtrise des quatre passions de l'âme.

En guise de conclusion, la troisième partie développe, en trois chapitres, l'amour que l'on doit respectivement à Dieu, au prochain et à soi-même.

### Œuvres mineures
Arte para servir a Dios a souvent été édité avec une autre œuvre d'Alonso de Madrid, intitulée Espejo de illustres personas. Il s'agit là d'un manuel de perfection, en seize chapitres, publié pour une marquise que dirigeait le franciscain. Sur le modèle des miroirs des princes, cet ouvrage présente, à l'usage de la noblesse, une série de devoirs généraux à respecter, comme aussi des obligations quotidiennes ou des pensées adaptées aux dimanches et jours de fête, etc. Le chapitre portant sur la nécessité d'étudier le livre de vie qu'est Jésus Christ, retiendra plus particulièrement l'attention, parce que son sujet est similaire aux sept méditations qui composent un autre opuscule de l'auteur, le Memorial de la vida de Jesus Cristo.

## Postérité

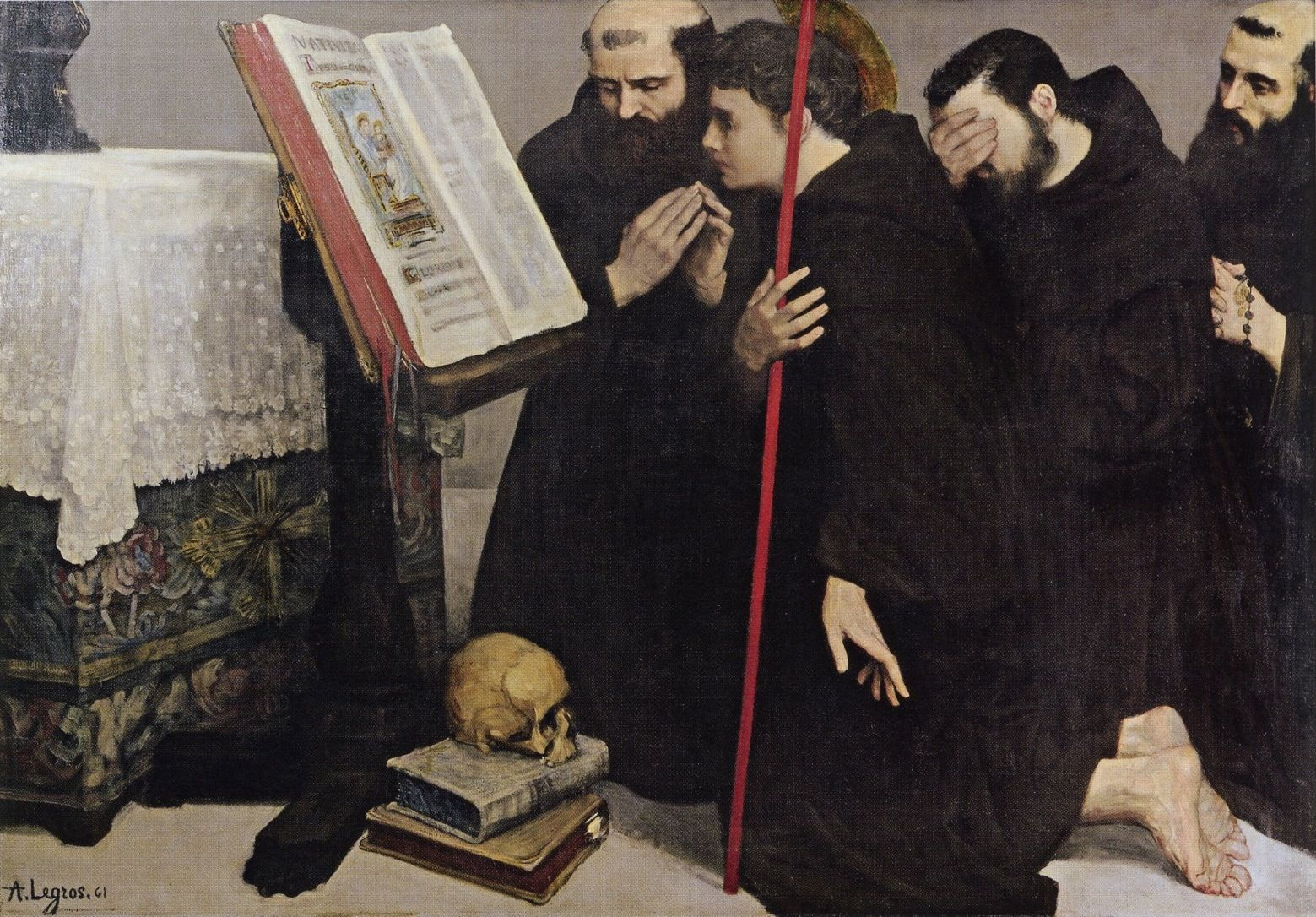
François d'Assise et ses frères mineurs (par Alphonse Legros)

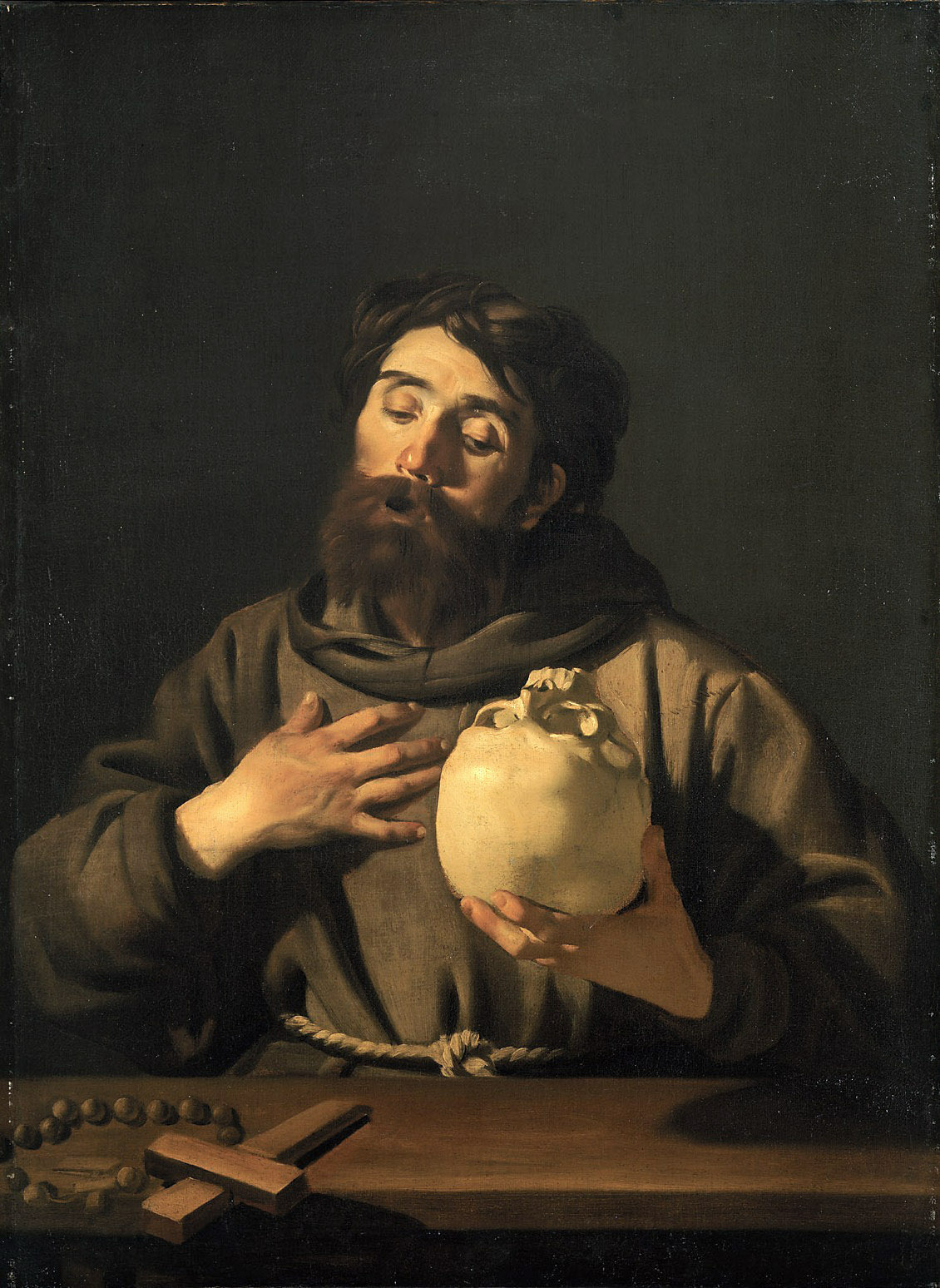
François d'Assise en oraison (par Dirck van Baburen)

### Éditions et traductions
Paru à Séville en 1521, Arte para servir a Dios a fait l'objet de remaniements de la main de l'auteur, jusqu'à une troisième édition définitive, publiée à Alcala en 1526. L'ouvrage connaîtra ensuite vingt éditions espagnoles, et sept dans une adaptation réalisée par Ambrosio de Morales en 1591. Auparavant, il aura été traduit en latin par Jean Heuten (dit Heutenius), et cette traduction, dédicacée à Louis de Blois, sera parue à Louvain entre 1560 et 1565. Elle connaîtra encore six autres éditions, ainsi qu'une parution, sous une forme abrégée, due à la plume du chartreux Jean Michel, à Louvain, en 1652. On peut encore recenser deux traductions en français : l'une éditée à Douai en 1598, et l'autre à Toulouse en 1655; deux traductions en flamand : celle du P. Jacques Farzijn à Louvain en 1602, et celle du P. Van den Broek, dans cette même ville, en 1607. Enfin, deux traductions en italien : l'une éditée à Venise en 1589, puis en 1597; l'autre à Rome, en 1603, sous une forme abrégée.

### Influences et inspirations
La fortune de cet ouvrage illustre la communication, au temps des réformes, entre certaines zones de l'Europe catholique, particulièrement entre l'Espagne et les Pays-Bas méridionaux, sous Charles Quint et Philippe II. En effet, s'il connaît une diffusion rapide dans le milieu louvaniste, on peut dire également que son caractère méthodique fait de lui un héritier de la Devotio moderna nordique, tout comme les Exercices spirituels d'Ignace de Loyola, avec lesquels, d'ailleurs, il entretiendrait des rapports étroits. Outre la forme, le livre doit également sa popularité à une certaine modestie du propos : la doctrine est traditionnelle, le texte est ponctué d'images et d'exemples empruntés au quotidien, le style est d'autant plus séduisant qu'il demeure accessible à tous, mais surtout l'enseignement demeure cantonné au domaine de l'ascétisme, évitant même toute allusion à la contemplation. C'est pourquoi il faisait office de manuel des novices dans l'ordre des Hiéronymites; de même, Thérèse d'Avila le recommandait aux sœurs qui pratiquaient l'oraison discursive, c'est-à-dire qui se trouvaient encore au stade où l'on prie avec des mots; et le prudent François de Sales en autorisait la lecture aux laïcs. Un petit livre inoffensif parce que l'auteur en a évacué toute référence à la mystique ? Alonso de Madrid aurait-il voulu, de cette manière, marquer son respect des règles de l'Inquisition, laquelle traquait quiconque était suspect d'illuminisme ? En tout cas, vis-à-vis de la contemplation, il aura manifesté, dans ses œuvres, plus de circonspection que ses contemporains, Francisco de Osuna et Pierre d'Alcantara, franciscains espagnols contemporains, rendus eux aussi fameux par leurs écrits ascétiques.

### Œuvre en espagnol
- Alonso Fernandez de Madrid, Arte para servir a Dios, estudio preliminar y notas de Luis Cortest, Madrid, Playor, 1989.

### Étude en français
- J. Goyens: Alphonse de Madrid, in Dictionnaire de spiritualité ascétique et mystique, tome I, Paris, Beauchesne, 1937, p. 389-391.
- Fidèle de Ros: Saint Ignace et Alonso de Madrid, dans Revue d'ascétique et de mystique, vol.32 (1956), pp.196-214.